# Copa del Món de Futbol sub-20 de 2007

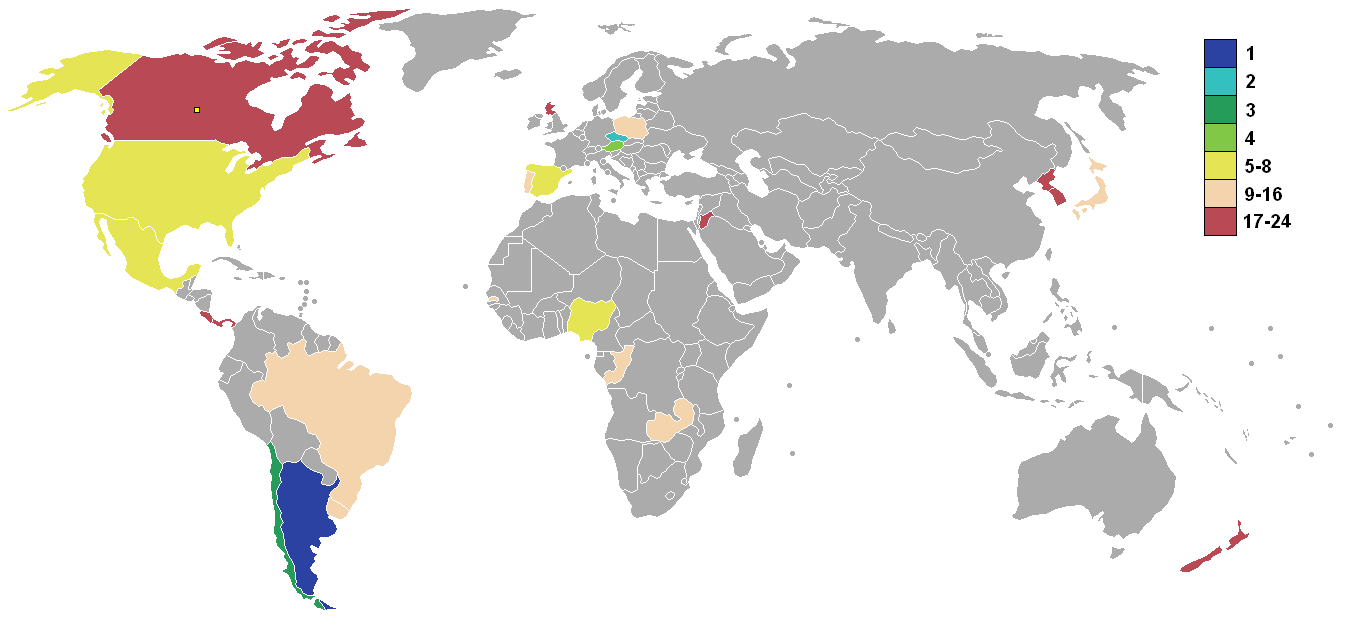
Rankings finals del campionat

El Campionat del Món de Futbol sub-20 2007 fou la dissetena edició del Campionat del Món de Futbol sub-20. Es disputà al Canadà entre el 30 de juny i el 22 de juliol de 2007.
La selecció de l'Argentina va vèncer 1-2 a la República Txeca a la final i va guanyar el campionat per sisena vegada.

## Classificació
Vint-i-tres seleccions classificades per al campionat segons diferents campionats de les seves confederacions. La selecció del Canadà estava automàticament classificada en ser l'amfitriona.
| Confederació                              | Campionat                              | Seleccions que es classifiquen                                     |
| ----------------------------------------- | -------------------------------------- | ------------------------------------------------------------------ |
| AFC (Àsia)                                | AFC Youth Championship 2006            | Japó · Jordània · Corea del Sud · Corea del Nord                   |
| CAF (Àfrica)                              | 2007 African Youth Championship        | Congo · Gàmbia · Nigèria · Zàmbia                                  |
| CONCACAF (Nord, Centreamèrica i el Carib) | 2007 CONCACAF U20 Tournament           | Costa Rica · Mèxic · Panamà · Estats Units                         |
| CONMEBOL (Sud-amèrica)                    | 2007 South American Youth Championship | Argentina · Brasil · Xile · Uruguai                                |
| OFC (Oceania)                             | 2007 OFC U20 Tournament                | Nova Zelanda                                                       |
| UEFA (Europa)                             | Campionat d'Europa sub-19 2006         | Àustria · República Txeca · Polònia · Portugal · Escòcia · Espanya |
| Amfitrió                                  | Amfitrió                               | Canadà                                                             |

## Seus
| Victoria                       | Edmonton Burnaby Ottawa Victoria Montreal Toronto | Toronto                 |
| Royal Athletic Park            | Edmonton Burnaby Ottawa Victoria Montreal Toronto | National Soccer Stadium |
| Capacity: 14,500               | Edmonton Burnaby Ottawa Victoria Montreal Toronto | Capacity: 20,195        |
| Royal Athletic Park            | Edmonton Burnaby Ottawa Victoria Montreal Toronto | BMO Field               |
| Burnaby                        | Edmonton Burnaby Ottawa Victoria Montreal Toronto | Ottawa                  |
| Swangard Stadium               | Edmonton Burnaby Ottawa Victoria Montreal Toronto | Frank Clair Stadium     |
| Capacity: 10.000               | Edmonton Burnaby Ottawa Victoria Montreal Toronto | Capacity: 26.559        |
| Swangard stadium Burnaby       | Edmonton Burnaby Ottawa Victoria Montreal Toronto | Frank Clair Stadium     |
| Edmonton                       | Edmonton Burnaby Ottawa Victoria Montreal Toronto | Montreal                |
| Commonwealth Stadium           | Edmonton Burnaby Ottawa Victoria Montreal Toronto | Olympic Stadium         |
| Capacity: 60.081               | Edmonton Burnaby Ottawa Victoria Montreal Toronto | Capacity: 65.255        |
| Commonwealth Stadium, Edmonton | Edmonton Burnaby Ottawa Victoria Montreal Toronto | Estadi Olímpic          |

## Seleccions
Vegeu Campionat del Món de Futbol sub-20 2007 (Seleccions) per a la llista completa de seleccions.

## Fase final

### Fase de grups

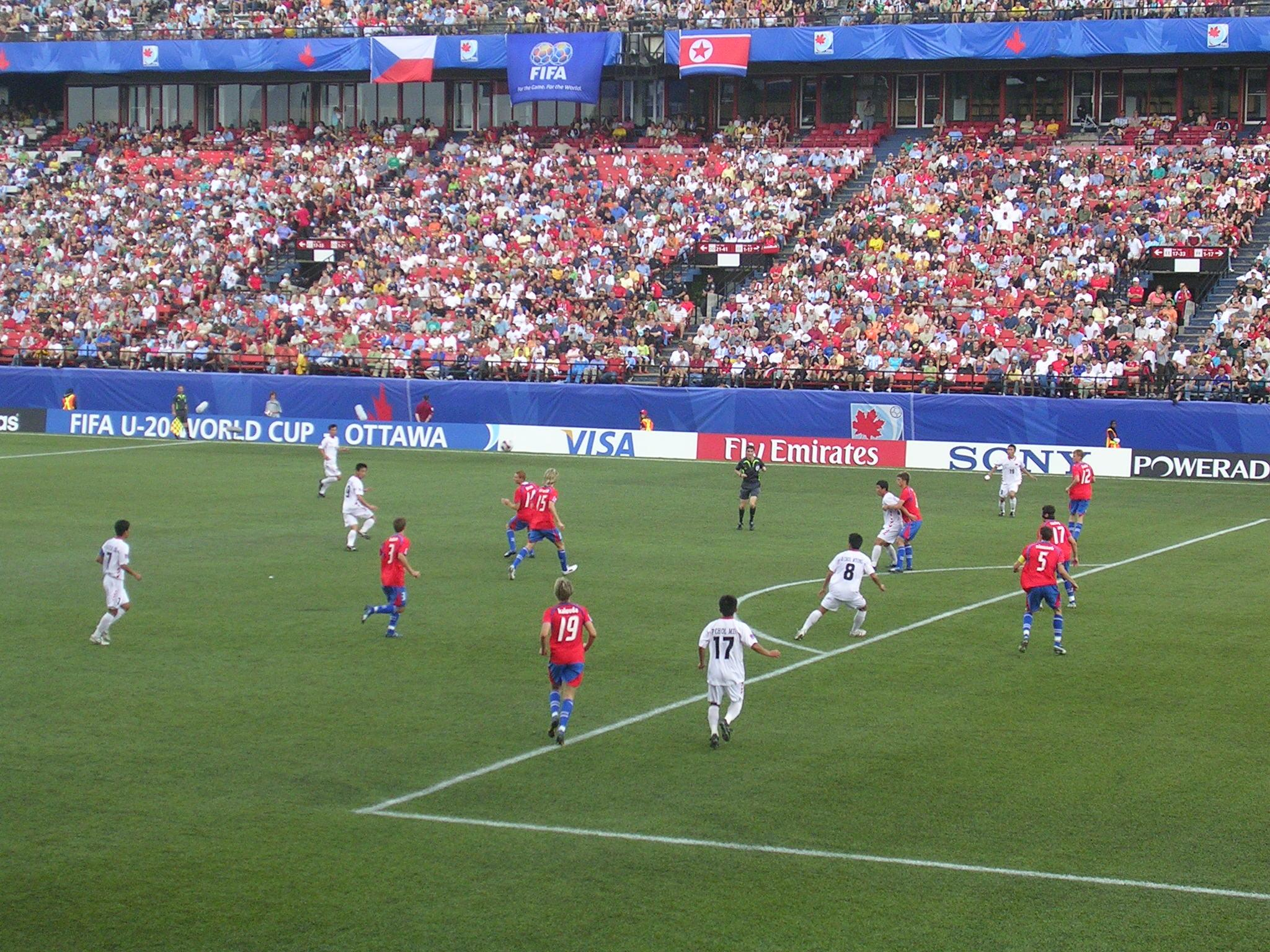
Partit de la República Txeca contra Corea a l'estadi Frank Clair Stadium a Ottawa, el 3 de juliol de 2007

Llegenda
|  | Seleccions que s'han classificat com a primers o segons de grup.             |
|  | Seleccions que s'han classificat com un dels quatre millors tercers de grup. |
|  | Seleccions eliminats.                                                        |

#### Grup A
| Selecció | Pts | J | G | E | P | GF | GC | DG |
| -------- | --- | - | - | - | - | -- | -- | -- |
| Xile     | 7   | 3 | 2 | 1 | 0 | 6  | 0  | +6 |
| Àustria  | 5   | 3 | 1 | 2 | 0 | 2  | 1  | +1 |
| Congo    | 4   | 3 | 1 | 1 | 1 | 3  | 4  | −1 |
| Canadà   | 0   | 3 | 0 | 0 | 3 | 0  | 6  | −6 |

| Canadà | 0 – 3   | Xile                                    |
| ------ | ------- | --------------------------------------- |
|        | Detalls | Medina 25' · Carmona 54' · Grondona 81' |

| Congo          | 1 – 1   | Àustria   |
| -------------- | ------- | --------- |
| Ibara 59' (p.) | Detalls | Hoffer 7' |

| Àustria    | 1 – 0   | Canadà |
| ---------- | ------- | ------ |
| Okotie 47' | Detalls |        |

| Xile                                 | 3 – 0   | Congo |
| ------------------------------------ | ------- | ----- |
| Sánchez 49' · Medina 75' · Vidal 82' | Detalls |       |

| Canadà | 0 – 2   | Congo                     |
| ------ | ------- | ------------------------- |
|        | Detalls | Ngakosso 26' · Ikouma 60' |

| Xile | 0 – 0   | Àustria |
| ---- | ------- | ------- |
|      | Detalls |         |

#### Grup B
| Selecció | Pts | J | G | E | P | GF | GC | DG |
| -------- | --- | - | - | - | - | -- | -- | -- |
| Espanya  | 7   | 3 | 2 | 1 | 0 | 8  | 5  | +3 |
| Zàmbia   | 4   | 3 | 1 | 1 | 1 | 4  | 3  | +1 |
| Uruguai  | 4   | 3 | 1 | 1 | 1 | 3  | 4  | −1 |
| Jordània | 1   | 3 | 0 | 1 | 2 | 3  | 6  | −3 |

| Jordània  | 1 – 1   | Zàmbia        |
| --------- | ------- | ------------- |
| Salim 41' | Detalls | Tembo 8' (p.) |

| Espanya                        | 2 – 2   | Uruguai                 |
| ------------------------------ | ------- | ----------------------- |
| Adrián López 71' · Capel 90+3' | Detalls | Cavani 47' · Suárez 56' |

| Uruguai    | 1 – 0   | Jordània |
| ---------- | ------- | -------- |
| Cavani 40' | Detalls |          |

| Zàmbia     | 1 – 2   | Espanya                          |
| ---------- | ------- | -------------------------------- |
| Njobvu 74' | Detalls | Mario Suárez 30' (p.) · Mata 40' |

| Espanya                                      | 4 – 2   | Jordània                  |
| -------------------------------------------- | ------- | ------------------------- |
| Adrián López 29' 32' 38' · Marcos García 79' | Detalls | Al Zaideh 48' · Salim 56' |

| Uruguai | 0 – 2   | Zàmbia                      |
| ------- | ------- | --------------------------- |
|         | Detalls | Mulenga 22' (p.) · Kola 51' |

#### Grup C
| Selecció     | Pts | J | G | E | P | GF | GC | DG |
| ------------ | --- | - | - | - | - | -- | -- | -- |
| Mèxic        | 9   | 3 | 3 | 0 | 0 | 7  | 2  | +5 |
| Gàmbia       | 6   | 3 | 2 | 0 | 1 | 3  | 4  | −1 |
| Portugal     | 3   | 3 | 1 | 0 | 2 | 4  | 4  | 0  |
| Nova Zelanda | 0   | 3 | 0 | 0 | 3 | 1  | 5  | −4 |

| Portugal          | 2 – 0   | Nova Zelanda |
| ----------------- | ------- | ------------ |
| Gama 45' 61' (p.) | Detalls |              |

| Gàmbia | 0 – 3   | Mèxic                                              |
| ------ | ------- | -------------------------------------------------- |
|        | Detalls | dos Santos 57' · Moreno 67' · Javier Hernández 89' |

| Nova Zelanda | 0 – 1   | Gàmbia     |
| ------------ | ------- | ---------- |
|              | Detalls | Jallow 22' |

| Mèxic                             | 2 – 1   | Portugal    |
| --------------------------------- | ------- | ----------- |
| dos Santos 48' (p.) · Barrera 66' | Detalls | Antunes 89' |

| Portugal     | 1 – 2   | Gàmbia                         |
| ------------ | ------- | ------------------------------ |
| Condesso 20' | Detalls | Jallow 44' (p.) · Mansally 68' |

| Nova Zelanda | 1 – 2   | Mèxic                    |
| ------------ | ------- | ------------------------ |
| Pelter 89'   | Detalls | Bermudez 24' · Mares 78' |

#### Grup D
| Selecció      | Pts | J | G | E | P | GF | GC | DG |
| ------------- | --- | - | - | - | - | -- | -- | -- |
| Estats Units  | 7   | 3 | 2 | 1 | 0 | 9  | 3  | +6 |
| Polònia       | 4   | 3 | 1 | 1 | 1 | 3  | 7  | –4 |
| Brasil        | 3   | 3 | 1 | 0 | 2 | 4  | 5  | −1 |
| Corea del Sud | 2   | 3 | 0 | 2 | 1 | 4  | 5  | −1 |

| Polònia        | 1 – 0   | Brasil |
| -------------- | ------- | ------ |
| Krychowiak 23' | Detalls |        |

| Corea del Sud      | 1 – 1   | Estats Units |
| ------------------ | ------- | ------------ |
| Shin Young-Rok 38' | Detalls | Szetela 17'  |

| Estats Units                                      | 6 – 1   | Polònia    |
| ------------------------------------------------- | ------- | ---------- |
| Szetela 9' 51' · Adu 20' 45+3' 85' · Altidore 70' | Detalls | Janczyk 5' |

| Brasil                    | 3 – 2   | Corea del Sud                            |
| ------------------------- | ------- | ---------------------------------------- |
| Amaral 35' · Pato 48' 59' | Detalls | Shim Young-Sung 83' · Shin Young-Rok 89' |

| Brasil   | 1 – 2   | Estats Units     |
| -------- | ------- | ---------------- |
| Lima 64' | Detalls | Altidore 25' 81' |

| Polònia     | 1 – 1   | Corea del Sud   |
| ----------- | ------- | --------------- |
| Janczyk 45' | Detalls | Lee Sang-Ho 71' |

#### Grup E
| Selecció        | Pts | J | G | E | P | GF | GC | DG |
| --------------- | --- | - | - | - | - | -- | -- | -- |
| Argentina       | 7   | 3 | 2 | 1 | 0 | 7  | 0  | +7 |
| República Txeca | 5   | 3 | 1 | 2 | 0 | 4  | 3  | +1 |
| Corea del Nord  | 2   | 3 | 0 | 2 | 1 | 2  | 3  | −1 |
| Panamà          | 1   | 3 | 0 | 1 | 2 | 1  | 8  | –7 |

| Corea del Nord | 0 – 0   | Panamà |
| -------------- | ------- | ------ |
|                | Detalls |        |

| Argentina | 0 – 0   | República Txeca |
| --------- | ------- | --------------- |
|           | Detalls |                 |

| República Txeca         | 2 – 2   | Corea del Nord         |
| ----------------------- | ------- | ---------------------- |
| Kalouda 56' · Fenin 66' | Detalls | Kim 12' · Jon 89' (p.) |

| Panamà | 0 – 6   | Argentina                                                    |
| ------ | ------- | ------------------------------------------------------------ |
|        | Detalls | Moralez 20' 27' · Zarate 23' · Agüero 25' 62' · Di María 76' |

| República Txeca            | 2 – 1   | Panamà       |
| -------------------------- | ------- | ------------ |
| Kalouda 79' · Streštík 82' | Detalls | Barahona 84' |

| Argentina  | 1 – 0   | Corea del Nord |
| ---------- | ------- | -------------- |
| Agüero 35' | Detalls |                |

#### Grup F
| Selecció   | Pts | J | G | E | P | GF | GC | DG |
| ---------- | --- | - | - | - | - | -- | -- | -- |
| Japó       | 7   | 3 | 2 | 1 | 0 | 4  | 1  | +3 |
| Nigèria    | 7   | 3 | 2 | 1 | 0 | 3  | 0  | +3 |
| Costa Rica | 3   | 3 | 1 | 0 | 2 | 2  | 3  | −1 |
| Escòcia    | 0   | 3 | 0 | 0 | 3 | 2  | 7  | −5 |

| Japó                                     | 3 – 1   | Escòcia      |
| ---------------------------------------- | ------- | ------------ |
| Morishima 43' · Umesaki 57' · Aoyama 79' | Detalls | Campbell 82' |

| Nigèria   | 1 – 0   | Costa Rica |
| --------- | ------- | ---------- |
| Ideye 75' | Detalls |            |

| Costa Rica | 0 – 1   | Japó       |
| ---------- | ------- | ---------- |
|            | Detalls | Tanaka 68' |

| Escòcia | 0 – 2   | Nigèria      |
| ------- | ------- | ------------ |
|         | Detalls | Bala 49' 78' |

| Japó | 0 – 0   | Nigèria |
| ---- | ------- | ------- |
|      | Detalls |         |

| Escòcia      | 1 – 2   | Costa Rica                   |
| ------------ | ------- | ---------------------------- |
| Reynolds 18' | Detalls | Herrera 57' · McDonald 90+2' |

#### Els millors tercers de grup
| Grup | Selecció       | Pts | J | G | E | P | GF | GC | DG |
| ---- | -------------- | --- | - | - | - | - | -- | -- | -- |
| A    | Congo          | 4   | 3 | 1 | 1 | 1 | 3  | 4  | −1 |
| B    | Uruguai        | 4   | 3 | 1 | 1 | 1 | 3  | 4  | −1 |
| C    | Portugal       | 3   | 3 | 1 | 0 | 2 | 4  | 4  | 0  |
| D    | Brasil         | 3   | 3 | 1 | 0 | 2 | 4  | 5  | −1 |
| F    | Costa Rica     | 3   | 3 | 1 | 0 | 2 | 2  | 3  | −1 |
| E    | Corea del Nord | 2   | 3 | 0 | 2 | 1 | 2  | 3  | −1 |

### Eliminatòries
|  | Vuitens de final       | Vuitens de final       |                       |       | Quarts de final | Quarts de final |                      |                      | Semifinals | Semifinals |  |  | Final | Final |
|  |                        |                        |                       |       |                 |                 |                      |                      |            |            |  |  |       |       |
|  | 15 de juny - Edmonton  |                        |                       |       |                 |                 |                      |                      |            |            |  |  |       |       |
|  |                        |                        |                       |       |                 |                 |                      |                      |            |            |  |  |       |       |
|  | Àustria                | 2                      |                       |       |                 |                 |                      |                      |            |            |  |  |       |       |
|  | Àustria                | 2                      | 21 de juny - Toronto  |       |                 |                 |                      |                      |            |            |  |  |       |       |
|  | Gàmbia                 | 1                      |                       |       |                 |                 |                      |                      |            |            |  |  |       |       |
|  | Gàmbia                 | 1                      | Àustria (pr.)         | 2     |                 |                 |                      |                      |            |            |  |  |       |       |
|  | 17 de juny - Toronto   |                        | Àustria (pr.)         | 2     |                 |                 |                      |                      |            |            |  |  |       |       |
|  |                        | Estats Units           | 1                     |       |                 |                 |                      |                      |            |            |  |  |       |       |
|  | Estats Units (pr.)     | Estats Units           | 1                     | 2     |                 |                 |                      |                      |            |            |  |  |       |       |
|  | Estats Units (pr.)     |                        | 25 de juny - Edmonton | 2     |                 |                 |                      |                      |            |            |  |  |       |       |
|  | Uruguai                | 1                      |                       |       |                 |                 |                      |                      |            |            |  |  |       |       |
|  | Uruguai                | 1                      | Àustria               | 0     |                 |                 |                      |                      |            |            |  |  |       |       |
|  | 17 de juny - Burnaby   |                        | Àustria               | 0     |                 |                 |                      |                      |            |            |  |  |       |       |
|  |                        | República Txeca        | 2                     |       |                 |                 |                      |                      |            |            |  |  |       |       |
|  | Espanya (pr.)          | República Txeca        | 2                     | 4     |                 |                 |                      |                      |            |            |  |  |       |       |
|  | Espanya (pr.)          | 21 de juny - Edmonton  |                       | 4     |                 |                 |                      |                      |            |            |  |  |       |       |
|  | Brasil                 | 2                      |                       |       |                 |                 |                      |                      |            |            |  |  |       |       |
|  | Brasil                 | 2                      | Espanya               | 1 (3) |                 |                 |                      |                      |            |            |  |  |       |       |
|  | 16 de juny - Victoria  |                        | Espanya               | 1 (3) |                 |                 |                      |                      |            |            |  |  |       |       |
|  |                        | República Txeca (pen.) | 1 (4)                 |       |                 |                 |                      |                      |            |            |  |  |       |       |
|  | Japó                   | República Txeca (pen.) | 1 (4)                 | 2 (3) |                 |                 |                      |                      |            |            |  |  |       |       |
|  | Japó                   |                        | 29 de juny - Toronto  | 2 (3) |                 |                 |                      |                      |            |            |  |  |       |       |
|  | República Txeca (pen.) | 2 (4)                  |                       |       |                 |                 |                      |                      |            |            |  |  |       |       |
|  | República Txeca (pen.) | 2 (4)                  | República Txeca       | 1     |                 |                 |                      |                      |            |            |  |  |       |       |
|  | 16 de juny - Ottawa    |                        | República Txeca       | 1     |                 |                 |                      |                      |            |            |  |  |       |       |
|  |                        | Argentina              | 2                     |       |                 |                 |                      |                      |            |            |  |  |       |       |
|  | Zàmbia                 | Argentina              | 2                     | 1     |                 |                 |                      |                      |            |            |  |  |       |       |
|  | Zàmbia                 | 22 de juny - Mont-real |                       | 1     |                 |                 |                      |                      |            |            |  |  |       |       |
|  | Nigèria                | 2                      |                       |       |                 |                 |                      |                      |            |            |  |  |       |       |
|  | Nigèria                | 2                      | Nigèria               | 0     |                 |                 |                      |                      |            |            |  |  |       |       |
|  | 18 de juny - Edmonton  |                        | Nigèria               | 0     |                 |                 |                      |                      |            |            |  |  |       |       |
|  |                        | Xile (pr.)             | 4                     |       |                 |                 |                      |                      |            |            |  |  |       |       |
|  | Xile                   | Xile (pr.)             | 4                     | 1     |                 |                 |                      |                      |            |            |  |  |       |       |
|  | Xile                   |                        | 25 de juny - Toronto  | 1     |                 |                 |                      |                      |            |            |  |  |       |       |
|  | Portugal               | 0                      |                       |       |                 |                 |                      |                      |            |            |  |  |       |       |
|  | Portugal               | 0                      | Argentina             | 3     |                 |                 |                      |                      |            |            |  |  |       |       |
|  | 18 de juny - Toronto   |                        | Argentina             | 3     |                 |                 |                      |                      |            |            |  |  |       |       |
|  |                        | Xile                   | 0                     |       | Tercer lloc     | Tercer lloc     |                      |                      |            |            |  |  |       |       |
|  | Argentina              | Xile                   | 0                     | 3     | Tercer lloc     | Tercer lloc     |                      |                      |            |            |  |  |       |       |
|  | Argentina              | 22 de juny - Ottawa    | 22 de juny - Ottawa   | 3     |                 |                 | 28 de juny - Toronto | 28 de juny - Toronto |            |            |  |  |       |       |
|  | Polònia                | 22 de juny - Ottawa    | 22 de juny - Ottawa   | 1     |                 |                 | 28 de juny - Toronto | 28 de juny - Toronto |            |            |  |  |       |       |
|  | Polònia                | Argentina              | 1                     | 1     | Àustria         | 0               |                      |                      |            |            |  |  |       |       |
|  | 15 de juny - Mont-real | Argentina              | 1                     |       | Àustria         | 0               |                      |                      |            |            |  |  |       |       |
|  |                        | Mèxic                  | 0                     |       | Xile            | 1               |                      |                      |            |            |  |  |       |       |
|  | Mèxic                  | Mèxic                  | 0                     | 3     | Xile            | 1               |                      |                      |            |            |  |  |       |       |
|  | Mèxic                  |                        |                       | 3     |                 |                 |                      |                      |            |            |  |  |       |       |
|  | Congo                  | 0                      |                       |       |                 |                 |                      |                      |            |            |  |  |       |       |
|  | Congo                  | 0                      |                       |       |                 |                 |                      |                      |            |            |  |  |       |       |

#### Vuitens de final
| Àustria                  | 2 – 1   | Gàmbia    |
| ------------------------ | ------- | --------- |
| Prödl 45+1' · Hoffer 81' | Detalls | Gómez 69' |

| Estats Units                        | 2 – 1 (a.e.t.) | Uruguai    |
| ----------------------------------- | -------------- | ---------- |
| Cardaccio 87' (p.p.) · Bradley 107' | Detalls        | Suárez 73' |

| Espanya                                                   | 4 – 2 (a.e.t.) | Brasil                      |
| --------------------------------------------------------- | -------------- | --------------------------- |
| Pique 43' · García 84' · Bueno 102' · Adrián López 120+1' | Detalls        | Leandro Lima 39' · Pato 41' |

| Japó                            | 2 – 2 (a.e.t.) | República Txeca                   |
| ------------------------------- | -------------- | --------------------------------- |
| Makino 22' · Morishima 47' (p.) | Detalls        | Kúdela 74' (p.) · Mareš 77' (pen) |

|                                                                                    |       | Penals                                                    |  |
| Yasuda goalkeeper saved' · Aoki · Makino · Morishima goalkeeper saved' · Kashiwagi | 3 – 4 | Fenin · Kúdela · Suchý · hit the post' Pekhart · Okleštěk |  |

| Zàmbia   | 1 – 2   | Nigèria                     |
| -------- | ------- | --------------------------- |
| Kola 33' | Detalls | Echiejile 3' · Akabueze 57' |

| Argentina                     | 3 – 1   | Polònia     |
| ----------------------------- | ------- | ----------- |
| Di María 40' · Agüero 46' 86' | Detalls | Janczyk 33' |

| Mèxic                                             | 3 – 0   | Congo |
| ------------------------------------------------- | ------- | ----- |
| dos Santos 23' (p.) · Esparza 85' · Barrera 90+4' | Detalls |       |

| Xile      | 1 – 0   | Portugal |
| --------- | ------- | -------- |
| Vidal 45' | Detalls |          |

#### Quarts de final
| Àustria                  | 2 – 1 (a.e.t.) | Estats Units |
| ------------------------ | -------------- | ------------ |
| Okotie 43' · Hoffer 105' | Detalls        | Altidore 15' |

| Espanya   | 1 – 1 (a.e.t.) | República Txeca |
| --------- | -------------- | --------------- |
| Mata 110' | Detalls        | Kalouda 103'    |

|                                                                               |       | Penals                           |  |
| Mata · Adrián · Valiente hit the crossbar' · García · Piqué goalkeeper saved' | 3 – 4 | Fenin · Suchý · Kúdela · Pekhart |  |

| Xile                                                   | 4 – 0 (a.e.t.) | Nigèria |
| ------------------------------------------------------ | -------------- | ------- |
| Grondona 96' · Isla 114' (p.) 117' · Vidangossy 120+2' | Detalls        |         |

| Argentina   | 1 – 0   | Mèxic |
| ----------- | ------- | ----- |
| Morales 45' | Detalls |       |

#### Semi-finals
| Àustria | 0 – 2   | República Txeca       |
| ------- | ------- | --------------------- |
|         | Detalls | Mičola 4' · Fenin 15' |

| Xile | 0 – 3   | Argentina                                |
| ---- | ------- | ---------------------------------------- |
|      | Detalls | Di María 12' · Yacob 65' · Moralez 90+3' |

#### Partit pel 3r lloc
| Àustria | 0 – 1  | Xile           |
| ------- | ------ | -------------- |
|         | Report | Martinez 45+1' |

#### Final
| República Txeca | 1 – 2  | Argentina               |
| --------------- | ------ | ----------------------- |
| Fenin 60'       | Report | Agüero 62' · Zárate 86' |

## Golejadors
| 6 gols - Sergio Agüero 5 gols - Adrián López 4 gols - Maximiliano Moralez - Josmer Altidore 3 gols - Ángel Di María - Erwin Hoffer - Alexandre Pato - Martin Fenin - Luboš Kalouda - Giovanni dos Santos - Dawid Janczyk - Freddy Adu - Danny Szetela 2 gols - Mauro Zárate - Rubin Okotie - Leandro Lima - Jaime Grondona - Mauricio Isla - Nicolás Medina - Arturo Vidal - Ousman Jallow - Yasuhito Morishima - Abdallah Salim - Pablo Barrera - Ezekiel Bala - Bruno Gama - Shin Young-Rok - Juan Manuel Mata - Edinson Cavani - Luis Suárez - Rodgers Kola | 1 gol - Claudio Yacob - Sebastian Prödl - Amaral - Carlos Carmona - Hans Martinez - Alexis Sánchez - Mathias Vidangossy - Franchel Ibara - Gracia Ikouma - Ermejea Ngakosso - Pablo Herrera - Jonathan McDonald - Ondřej Kúdela - Jakub Mareš - Tomáš Mičola - Marek Streštík - Pierre Gómez - Abdoulie Mansally - Jun Aoyama - Tomoaki Makino - Atomu Tanaka - Tsukasa Umesaki - Loiy Al Zaideh - Christian Bermudez - Omar Esparza - Javier Hernández - Héctor Moreno - Osmar Mares - Jack Pelter - Chukwuma Akabueze - Uwa Echiejile - Brown Ideye - Kwang Ik Jon - Kum Il Kim | 1 gol (cont.) - Nelson Barahona - Grzegorz Krychowiak - Antunes - Feliciano Condesso - Ross Campbell - Mark Reynolds - Lee Sang-Ho - Shim Young-Sung - Marcos García Barreno - Alberto Bueno - Diego Capel - Javi García - Gerard Pique - Mario Suárez - Michael Bradley - Clifford Mulenga - William Njobvu - Fwayo Tembo En pròpia porta - Mathias Cardaccio |

## Resultat
| Guanyadors del Campionat del Món de Futbol sub-20 2007 · Argentina · 6è Títol |

## Premis
| Pilota d'or          | Pilota de plata     | Pilota de bronze    |
| -------------------- | ------------------- | ------------------- |
| Sergio Agüero        | Maximiliano Moralez | Giovanni Dos Santos |
| Bota d'or            | Bota de plata       | Bota de bronze      |
| Sergio Agüero        | Adrián López        | Maximiliano Moralez |
| 6 gols               | 5 gols              | 4 gols              |
| Premi FIFA Fair Play |                     |                     |
| Japó                 |                     |                     |